# GameDev.net
GameDev.net — веб-сайт, посвящённый разработке компьютерных игр и всех аспектов, связанных с разработкой. GameDev.net является одним из самых авторитетных и популярных интернет-ресурсов по разработке компьютерных игр, со специфическим отношением к энтузиастам и независимым разработчикам. Сайт содержит ежедневные новости, статьи, форумы, списки вакансий разработчиков, обзоры продукции, обзоры книг, соревнования и регулярные рейтинги. Сайт содержит множество руководств для энтузиастов и профессионалов, особенно с упором на программирование. Слоган сайта: «all your game development needs» (рус. всё, в чём вы нуждаетесь для разработки игр).
GameDev.net посещается множеством людей и имеет очень активное и массивное сообщество пользователей. Его упоминают в печатных книгах, игровых журналах и даже на телевидении, на GameDev.net ссылаются множество игровых сайтов.

## История
GameDev.net был основан 15 июня 1999 года Кэвином Хокинсом (англ. Kevin Hawkins), Дэйвом Астлом (англ. Dave Astle), Джоном Мюншом (англ. John Munsch), Майклом Танкзосом (англ. Michael Tanczos) и Доном Торпом (англ. Don Thorp).
В июне 2008 года GameDev.net совместно с компанией Intel анонсировали запуск портала под названием «Intel Software Network Developer Zone». Этот портал будет содержать самые полные и разнообразные технические материалы о трёхмерной графике, анимации, многопоточной обработке, а также разработке приложений для работы с мультимедийными данными и видеопотоками.

## Соревнование «4 Elements»
GameDev.net ежегодно проводит известное соревнование под названием «4 Elements» (рус. 4 элемента), которое, как правило, начинается в сентябре и длится шесть месяцев. 
«4 Elements» является спонсируемым соревнованием по разработке компьютерных игр, для участия в котором необходимо создать игру, основанную на четырёх элементах (которые должны быть раскрыты до начала соревнования). Конкурс больше поощряет инновации в геймплее, чем в графике.

## GDNet+
GameDev.net предлагает многие службы и сервисы тем участникам, которые платят деньги сайту. Данный набор сервисов называется GDNet+. Среди предлагаемых служб находятся журналы разработчиков (блоги), веб-хостинг и «GDNet Showcase» — сервис для хостинга загружаемых игр, созданных участниками сайта.

## Дочерние сайты
Кроме себя самого, GameDev.net также является хостингом для многих других сайтов, посвящённых разработке игр. Наиболее популярными из этих сайтов являются:
- «NeHe» — всесторонний, но устаревший на данный момент набор обучающих программ, руководств, учебников и примеров по созданию графики на OpenGL. Сайт «NeHe» был создан Джеффом Молофи (Jeff "NeHe" Molofee).
- «NeXe» — основанный на технологии «вики» веб-сайт, содержащий различную обучающую информацию по созданию графики на Direct3D.
- «Game Development Wiki» (ранее «Game Programming Wiki») — вики-сайт, посвящённый всем аспектам разработки игр, включая программирование игровой физики, звука, ИИ, создание контента.

## Внешние ссылки
- GameDev.net
- gamedev.net - Site Information from Alexa. Alexa. Дата обращения: 22 августа 2008. Архивировано 3 апреля 2012 года.